# ويلسون بيريز
ويلسون بيريز (بالإسبانية: Wilson Pérez)‏ (مواليد 9 أغسطس 1967) هو لاعب كرة قدم. يلعب مع منتخب كولومبيا لكرة القدم. سبق له أن لعب في كأس العالم لكرة القدم مع منتخب بلاده.

## روابط خارجية
- ويلسون بيريز على موقع الاتحاد الدولي (مؤرشف)  (الإنجليزية)
- ويلسون بيريز على موقع قاعدة بيانات كرة القدم.إي يو (الإنجليزية)
- ويلسون بيريز على موقع ناشيونال فوتبول تيمز (الإنجليزية)
- ويلسون بيريز على موقع عالم كرة القدم.نت (الإنجليزية)